# Ormosia subcornuta
Ormosia subcornuta là một loài ruồi trong họ Limoniidae. Chúng phân bố ở miền Tân bắc.